# Захаров, Михаил Петрович
Михаил Петрович Захаров (1817—1889/1890) — русский писатель

, редактор «Ведомостей московской городской полиции»; статский советник.

## Биография
Родился в 1817 году. В 1850-х годах состоял редактором газеты «Ведомости московской городской полиции» (наряду с «Московскими губернскими ведомостями», одна из двух газет с обязательной подпиской для всех учреждений) и по распоряжению московского обер-полицмейстера составил «Указатель Москвы» (М., 1851—1852 гг., 2 части; Часть 1), в который вошли сведения о местности первопрестольной столицы, важнейших зданиях, храмах, правительственных и общественных учреждениях, местах увеселения, фабриках, заводах, промышленных, ремесленных и торговых заведениях, а также краткий перечень нужнейших адресов. Второе и третье издания «Указателя» вышли под заглавием: «Путеводитель по Москве и указатель ее достопримечательностей» (М., 1865 и 1868 гг.).
В 1867 году М. П. Захаров напечатал «Путеводитель по окрестностям Москвы и указатель достопримечательностей».
С 1869 по 1875 годы Захаров, в чине надворного советника, был начальником третьего отделения канцелярии московского генерал-губернатора В. А. Долгорукова.
В 1887 году появились отдельные части «Путеводителя»: Окрестности Москвы за Сокольничьей и Крестовской заставами и Окрестности Москвы по Ярославской железной дороге.
Умер 26 декабря 1889 (7 января 1890) года в Москве.